# Johann von Besser

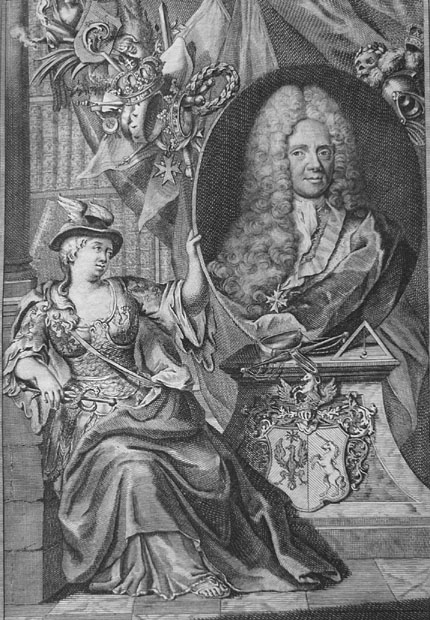
Rokoko-Porträt nach Anna Maria Werner (den Schriften von 1732 entnommen).

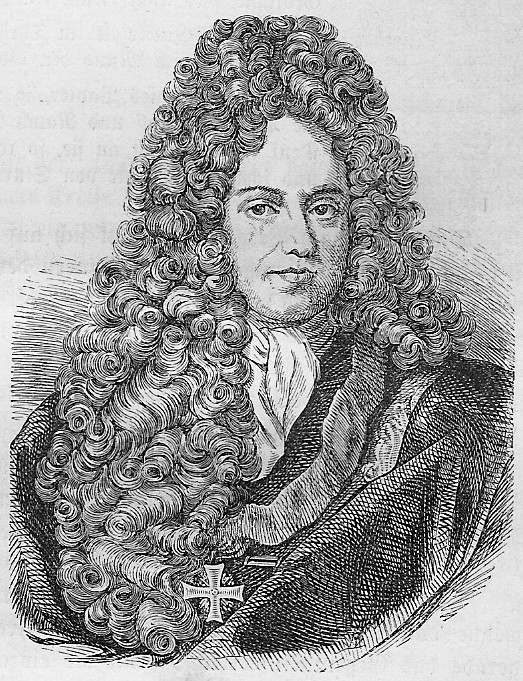
Johann von Besser in "Illustrierte Literaturgeschichte" (1880)

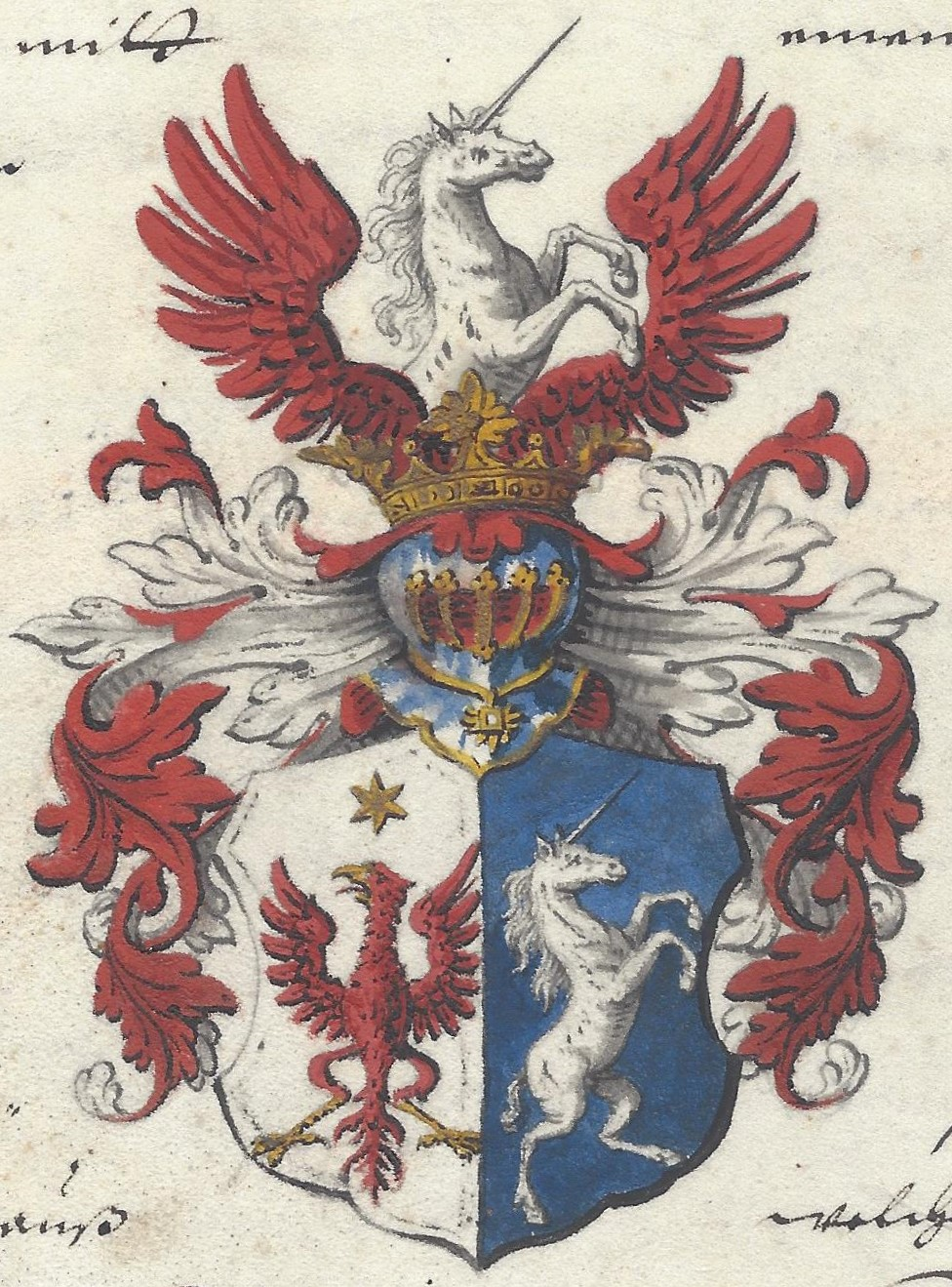
Wappen des Hofpoeten Johann von Besser aus dem Adelsbrief von 1690.

Johann von Besser (* 8. Mai 1654 in Frauenburg, Kurland, heute Saldus in Lettland; † 10. Februar 1729 in Leipzig) war ein deutscher Dichter.

## Herkunft
Sein Großvater soll ein aus Ulm vertriebener Geistlicher aus der Patrizierfamilie von Besserer gewesen sein. Sein Vater Johann starb 1681 als Pfarrer in Frauenburg (Kurland). Seine Mutter Dorothea war vermutlich die Tochter des Superintendenten Paul Eichhorn und starb nach 1706.

## Leben
Besser studierte in Königsberg Theologie und kam als Begleiter des kurländischen Adligen Jakob Friedrich von Maydel nach Leipzig, wo er an der dortigen Universität Jura studierte. Auf Empfehlung der Fürstin Henriette Katharina von Anhalt wurde er 1680 kurfürstlich-brandenburgischer Rat und 1681 Legationsrat. In dieser Eigenschaft war er 1684 und 1685 kurfürstlich-brandenburgischer Resident in London.

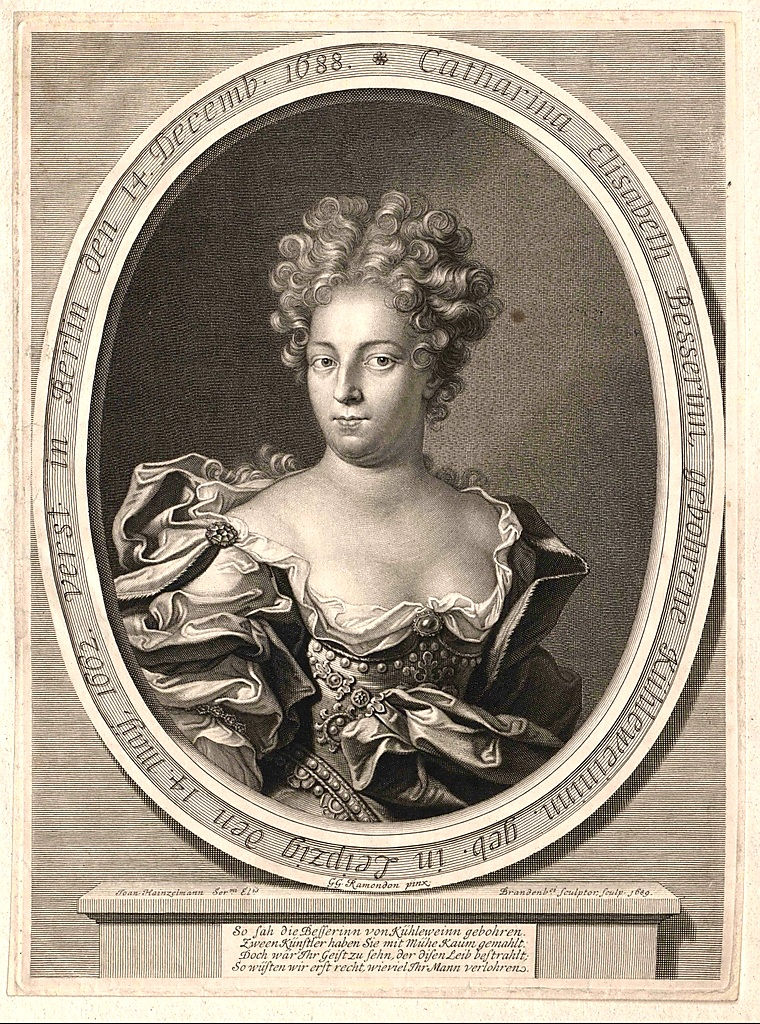
Ehefrau Catharina Elisabeth Besser, geb. Kühlewein (1662–1688)

König Friedrich I. von Preußen ernannte ihn 1690 zum Zeremonienmeister und Hofpoeten und erhob ihn am 14./24. Mai 1690 in den Adelsstand. 1701 wurde er Geheimer Rat und Oberzeremonienmeister. Im selben Jahr wurde er zum ordentlichen Mitglied der Preußischen Akademie der Wissenschaften gewählt. Als Friedrich Wilhelm I. bei seinem Regierungsantritt 1713 alle überflüssigen Hofchargen abschaffte, verlor von Besser seine Ämter und geriet in eine bedrückende Lage, bis er 1717 als Geheimer Kriegsrat und Zeremonienmeister an den Dresdner Hof Augusts des Starken berufen wurde.  Hier verblieb er bis zu seinem Tod.  Sein Amtsnachfolger war der Dichter Johann Ulrich König.
Besser schrieb Lob- und Heldengedichte auf Fürsten, Liebes- und Studentenlieder, Festgedichte, Singspiele, Texte von Maskenfesten (sog. „Wirtschaften“) und Epigramme. Als zeitgeschichtliches Dokument interessant ist seine Preußische Krönungsgeschichte aus dem Jahre 1712.

## Familie
Er heiratete im November 1681 Catharina Elisabeth Kühlewein (1662–1688) eine Tochter des ersten Bürgermeisters von Leipzig Friedrich Kühlewein und der Anna Catharina Trojer. Das Paar hatte einen Sohn und eine Tochter.

## Werke (Auswahl)
- Caeremoniale, 1695, Digitalisat
- S[eine]r Churfürstl[ichen] Durchl[aucht] zu Brandenburg Fridrich des Dritten ... Geheimtester Staats-Minister Eberhard Freyherr v. Danckelmann, 1692, Digitalisat
- Preussische Krönungs-Geschichte […] Liebpert, Cölln/Spree 1702 u.ö. (Nachdruck: Berlin 1901)
- Des Herrn von Besser Schrifften, beydes in gebundener und ungebundener Rede […] Johann Friedrich Gleditsch, Leipzig 1711 u. ö. Die dritte Ausgabe von 1732 ist die maßgebliche, „Einzig vollständige neu bearb. Sammelausgabe“ (Dünnhaupt I, 536, 2.3). Digitalisat